# 통합신당 (2016년)
통합신당은 새정치민주연합 출신 국회의원인 박주선을 중심으로 창당을 추진했던 대한민국의 정당이다. 2016년 1월 27일 박주선 의원이 국민의당에 합류하면서 해산되었다.

## 같이 보기
- 대한민국 20대 총선
- 박주선